# Empis demissa
Empis demissa är en tvåvingeart som beskrevs av Collin 1949. Empis demissa ingår i släktet Empis och familjen dansflugor. Inga underarter finns listade i Catalogue of Life.